# Szalagos halkapó
A szalagos halkapó (Megaceryle lugubris) a madarak osztályának szalakótaalakúak (Coraciiformes)  rendjébe és a jégmadárfélék (Alcedinidae) családjába tartozó faj.

## Előfordulása
Ázsiában, Afganisztán, Banglades, Bhután, Észak-Korea, Kína, India, Japán, Laosz, Mianmar, Nepál, Pakisztán, Thaiföld és Vietnám területén honos. Kóborlóként eljut Oroszországba is. A természetes élőhelye szubtrópusi és trópusi síkvidéki és hegyi esőerdők, mérsékelt övi erdők, folyók és patakok környéke.

## Alfajai
- Megaceryle lugubris continentalis (Hartert, 1900)
- Megaceryle Megaceryle lugubris guttulata (Stejneger, 1892)
- Megaceryle Megaceryle lugubris lugubris (Temminck, 1834)
- Megaceryle Megaceryle lugubris pallida (Momiyama, 1927)

## Megjelenése
Átlagos testtömege 271-272 gramm.

## Életmódja
|  |